# Agriotes ustulatus
Agriotes ustulatus là một loài bọ cánh cứng trong họ Elateridae. Loài này được Schaller miêu tả khoa học năm 1783.

## Hình ảnh

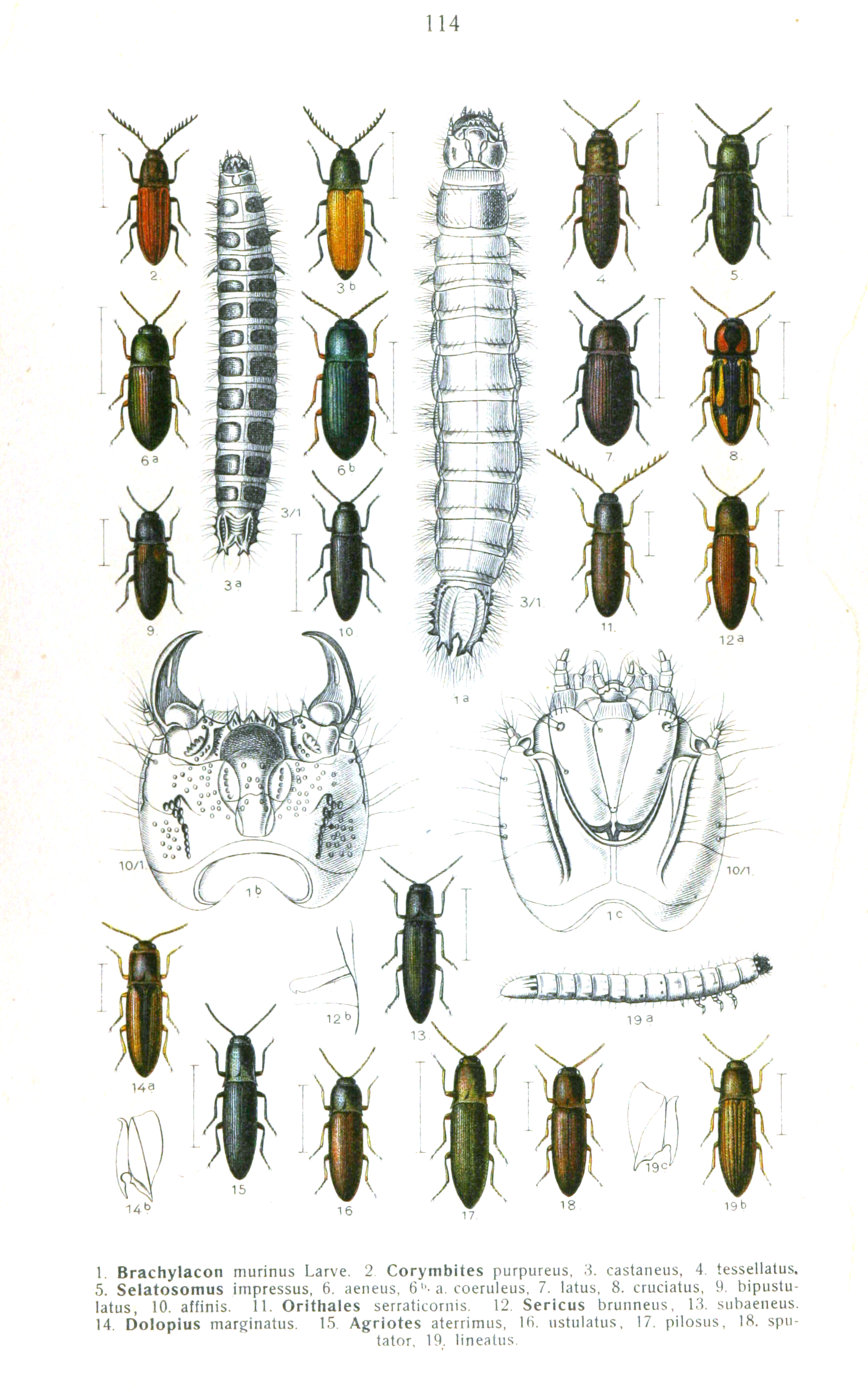